# Bestiariusz z Worksop

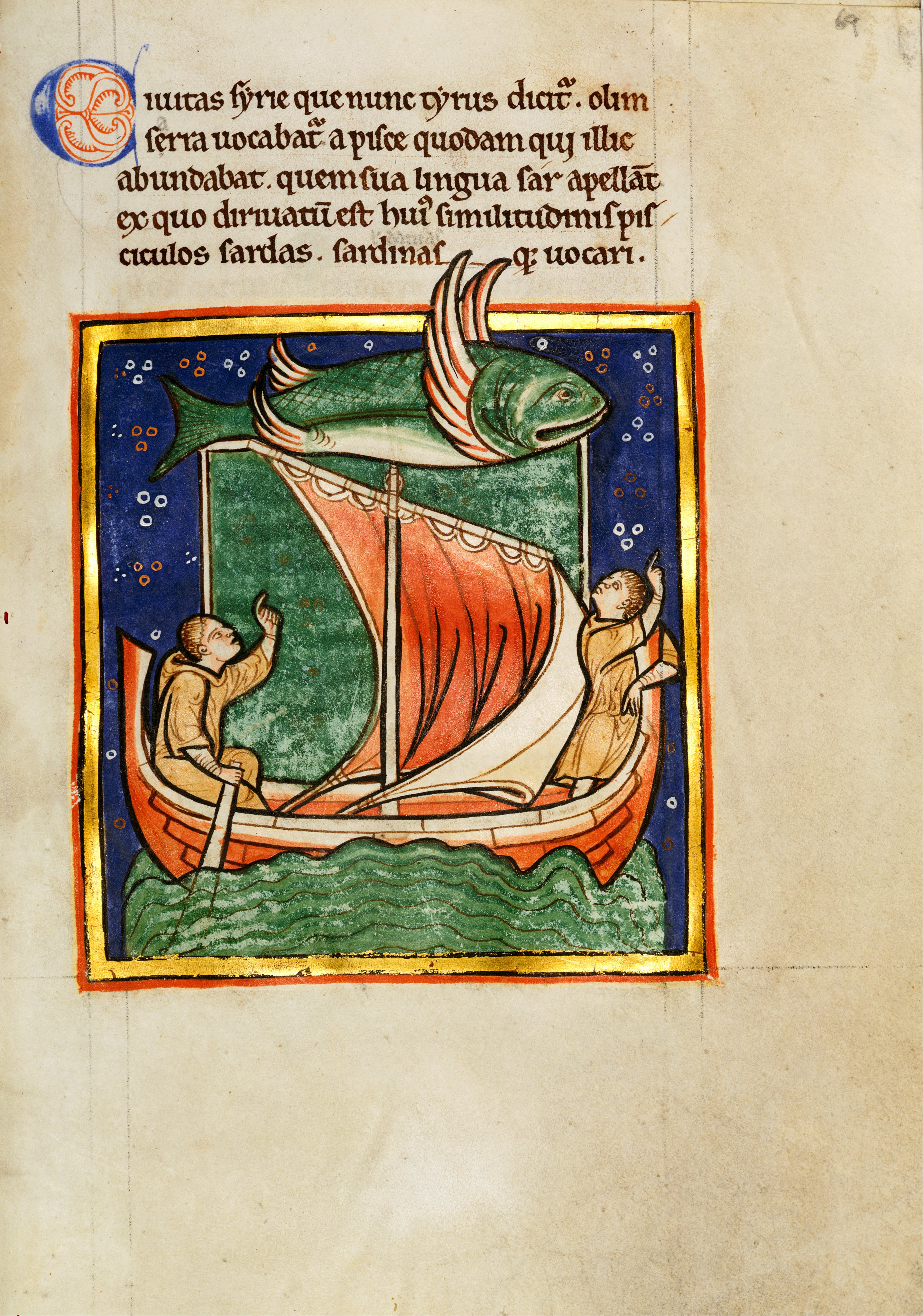
Latająca ryba

Bestiariusz z Worksop – iluminowany XII-wieczny łaciński bestiariusz.

## Opis
Księga powstała przed 1187 rokiem, przypuszczalnie w Lincoln lub Yorku. W 1187 została podarowana przez kanonika katedry w Lincoln Filipa opactwu augustyńskiemu w Redford (ob. Worksop). W 1902 roku księgę zakupił J.P. Morgan i obecnie znajduje się ona w zbiorach Morgan Library & Museum w Nowym Jorku (sygnatura MS M.81).
Księga ma wymiary 215×155 mm i liczy 120 kart. Obecna oprawa została wykonana w XIX wieku. Tekst jest częściowo oparty na dziełach Izydora z Sewilli. Manuskrypt zawiera 106 iluminacji zamkniętych w prostokątnych lub okrągłych ramkach o czerwonym, żółtym, zielonym lub niebieskim kolorze. Większość z nich umieszczono na złotym tle. Przedstawione zwierzęta wystają poza obręby ramek.